# Orlík-Talsperre
Die Orlík-Talsperre (auch: Worlik-Talsperre; tschechisch Orlická přehrada) liegt 80 km südlich von Prag an der Moldau. Die Talsperre ist die größte Tschechiens, ein bedeutendes Glied in der Moldau-Kaskade und wurde für die Stromerzeugung, den Hochwasserschutz und zur Wasserregulierung der Moldau erbaut. Außerdem dient sie dem Wassersport, dem Schiffsverkehr und der Freizeiterholung. Die Talsperre ist nach der Burg Orlík benannt, die direkt am Stausee liegt.
Der Stausee ist 68 km lang und reicht außerdem 22 km in das Tal der Otava sowie in die der Lomnice und Skalice hinein. Der Stau endet bei Týn nad Vltavou (Moldautein), wo sich das Wasserkraftwerk Kořensko, das auch die Lainsitz staut, befindet. Unterhalb der Staumauer bei Solenice setzt sich die Moldaukaskade im Wasserkraftwerk Kamýk fort.
Die Gewichtsstaumauer aus Beton wurde von 1956 bis 1963 gebaut. Auf der rechten Seite der Staumauermitte befindet sich die Hochwasserentlastungsanlage mit drei 15 m breiten Öffnungen und 8 m hohen Stahlschützen. Die beiden Grundablässe haben einen Durchmesser von 4 m. Die gesamte Abflussleistung dieser Öffnungen beträgt 3 × 728 plus 2 × 185 m³/s, zusammen 2554 m³/s.
Das Wasserkraftwerk verfügt über vier Kaplan-Turbinen mit einer Kapazität von je 150 m³/s und 4 × 91 = 364 MW elektrischer Leistung. Die durchschnittlich abfließende Wassermenge ist 83 m³/s.
Am rechten Hang befinden sich zwei Transporteinrichtungen für Schiffe. Sportboote bis zu 3,5 Tonnen werden mit einem kleinen Schrägaufzug auf- und abwärts transportiert; der größere Aufzug für Schiffe bis 300 Tonnen ist nie fertig gestellt und in Betrieb genommen worden.